# Bloodborne: The Old Hunters
Bloodborne: The Old Hunters (буквально с англ. — «Передающийся через кровь: Старые охотники») — дополнение к компьютерной игре Bloodborne в жанре Action/RPG, вышедшей эксклюзивно для PlayStation 4. Релиз The Old Hunters состоялся 24 ноября 2015 года в Японии.
Дополнение включает три новые локации, которые сюжетно дополняют основную компанию, но не являются обязательными к прохождению. Помимо уровней, добавлено большое количество оружия охотников и экипировки.

## Игровой процесс
Bloodborne: The Old Hunters — игра в жанре Action/RPG, в которой игрок берёт на себя роль охотника на чудовищ, целью которого является поиск и уничтожение своей добычи — боссов. Основной мир игры состоит из бесшовно связанных локаций. Дополнение The Old Hunters представляет собой так называемый Кошмар охотника — отдельную локацию, попасть в которую можно после убийства босса Викария Амелии. Когда это сделано, во Сне охотника появляется специальный предмет. Далее с ним необходимо подойти к монстру на здании Соборного округа, после чего игрок будет перенесён в новую локацию, а во Сне охотника появится надгробие дополнения.

## Сюжет
Первой ниткой, ведущей к событиям дополнения, является неизвестный труп, валяющийся на улицах Ярнама близ Соборного округа. После попытки обыскать труп игрок будет перенесён в реальность альтернативного Ярнама — Кошмар охотника, населяемый монстрами и обезумевшими охотниками, атакующими всё на своем пути. Продвигаясь вглубь кошмара, вдоль кровавой реки, главный герой столкнётся с Саймоном, Страдающим Охотником, который разъяснит, что Кошмар — своеобразная тюрьма для охотников, чьи разумы поддались звериной чуме и вверглись в безумие. В дальнейшем Саймон ещё встретится и поможет игроку. В Церкви кошмара, пройдя до конца реки, игрок встретит и одержит победу над Людвигом, первым и старшим охотником Церкви Исцеления. Также на пути главного героя встретится Лоуренс, Первый Викарий, который также будет убит. Оба служителя церкви к моменту встречи уже давно перестали быть людьми и превратились в огромных агрессивных чудовищ.
Следующим местом, куда попадёт главный герой, является Зал исследований. В одном из его залов игрок вновь встретит Саймона, где тот объяснит, что чтобы понять секреты кошмара, игрок должен достичь Астральной часовой башни и убить Леди Марию, одну из первых охотниц и ученицу Германа. В Залах игрок увидит огромные библиотеки, в помещениях которых бродят неудавшиеся эксперименты Церкви исцеления. Пройдя огромную лестницу, игрок попадает в башню. Мария предпримет попытку сокрыть тайну Кошмара, «избавив главного героя от дикого любопытства». После победы над ней игрок получит доступ к секрету здешних мест — проходу в некую Рыбацкую деревню, населённую уродливыми монстрами. Исследуя деревню, игрок наткнётся на смертельно раненного Саймона, который отдаст необходимый ключ и попросит о том, чтобы главный герой положил конец Кошмару.
В конце путешествия на берегу Рыбацкой деревни игрок столкнётся с трупом огромного монстра, который на глазах главного героя «родит» младенца Великого — Сироту Кос (англ. Orphan of Kos). Убийство ребёнка Великого приведёт к концу Кошмара.

## Разработка
21 мая 2015 было заявлено, что к Bloodborne разрабатывается дополнение. Официальный анонс дополнения под названием The Old Hunters состоялся 15 сентября во время конференции Sony на выставке Tokyo Game Show 2015. Выход DLC состоялся 24 ноября в Японии и позднее во всём мире.
Перед выходом дополнения разработчиками был выпущен объёмный патч, поправивший баланс и механику, а также добавивший новый ковенант — Лигу —, который облегчил игрокам прохождение игры, дав возможность призывать дружественных фантомов во многих местах.
| №                   | Название                              | Автор(ы)            | Перевод                                | Длительность |
| ------------------- | ------------------------------------- | ------------------- | -------------------------------------- | ------------ |
| 1.                  | «Ludwig, the Holy Blade»              | Нобуёси Судзуки     | Людвиг, Священный клинок               | 4:08         |
| 2.                  | «Laurence, the First Vicar»           | Цукаса Саито        | Лоуренс, Первый Викарий                | 4:57         |
| 3.                  | «Living Failures»                     | Нобуёси Судзуки     | Живые неудачи                          | 3:55         |
| 4.                  | «Lady Maria of the Astral Clocktower» | Юка Китамура        | Леди Мария из Астральной часовой башни | 4:47         |
| 5.                  | «Orphan of Kos»                       | Цукаса Саито        | Сирота Кос                             | 4:22         |
| Общая длительность: | Общая длительность:                   | Общая длительность: | Общая длительность:                    | 22:09        |

## Критика
| Сводный рейтинг       | Сводный рейтинг |
| Агрегатор             | Оценка          |
| --------------------- | --------------- |
| GameRankings          | 86,75 %         |
| Metacritic            | 87/100          |
| Иноязычные издания    |                 |
| Издание               | Оценка          |
| Destructoid           | 7,5/10          |
| GameSpot              | 9/10            |
| IGN                   | 8/10            |
| Forbes                | 10/10           |
| The Escapist          | 9/10            |
| Русскоязычные издания |                 |
| Издание               | Оценка          |
| «IGN Россия»          | 8,5/10          |
| StopGame.ru           | Изумительно     |
| «Игромания»           | 8,5/10          |
| «Игры Mail.ru»        | 9/10            |

Дополнение «Древние охотники» было положительно воспринято критиками, хотя и не так высоко как оригинал. На Metacritic дополнение имеет 87 баллов из 100, а на агрегаторе GameRankings 86,75 %.

### Русскоязычная пресса
В рецензии «Игромании» за авторством Сергея Непрозванова высказывается мнение, что The Old Hunters на равных соперничает с оригиналом в плане атмосферы, созданной благодаря умелому изображению мест, где обитают люди, помешанные на чём-то незримом и неясном. По мнению Сергея, Говард Лавкрафт по достоинству оценил бы работу From Software в этом плане. Сам «кошмар» окружён «великолепными, мрачными, тревожащими пейзажами», которые призваны создать в игроке ощущение беспокойного путешествия, нагнетаемое ближе к финалу. Ещё одним немаловажным плюсом дополнения является привнесение разнообразия в оружейный арсенал, добавляя варианты для игроков, которые экспериментируют со смешиванием разных характеристик. А ранняя доступность локаций даст возможность начать эксперименты ещё на первых этапах. Тем не менее, было отмечено малое количество локаций и боссов, их наполняющих, хотя этот недостаток, по мнению рецензента, восполняет разнообразие и проработанность уровней и боссов. Последние станут основной причиной «промедлений» при прохождении, так как на их убийство уйдет немало времени.
По мнению Михаила Горбунова, рецензента IGN Russia, The Old Hunters резко контрастирует с Bloodborne в плане сюжетной информации. В последнем практически не встречалось «разговорчивых» персонажей, тогда как в дополнении «почти всё проговаривается вслух». Однако обилие текста и диалогов не открывает много света на историю Bloodborne, оставляя лишь туманные намёки, характерные для игр From Software. Первая локация встретит игрока несколько знакомыми, но обезображенными видами Ярнама, однако уже ко второй трети игры перед игроком предстанут две новые локации: одна — «дань уважения фильмам ужасов о мрачных психушках», а вторая — «едва ли не больший гимн Лавкрафту, чем весь Bloodborne целиком». Также игра изобилует рядом мелочей, включая задатки стелс-механики, когда противники реагируют на неаккуратные шаги игрока, а также существенным пополнением оружия, однако, подчёркивает рецензент, большая часть полученного оружия станет полностью доступна в плане характеристик лишь к концу игры. Главным отличием дополнения от оригинала отмечена многократно возросшая сложность: как и в боях с рядовыми врагами, каждая встреча с которыми уже заставляет напрячься, так и с боссами, почти каждый из которых займёт несколько десятков попыток. The Old Hunters охарактеризован не просто контентным дополнением, но тем, что привносит в игру свежие идеи, показывая игроку новое.
Сражения с боссами, по словам рецензента StopGame Ивана Лоева, обставлены грамотно: бои проходят на впечатляющих аренах, а музыка «просто божественна». Продолжая мысль, Иван говорит, что как минимум три босса входят в ряд лучших во всей игре с визуальной и звуковой точек зрения. Малое количество локаций не было воспринято как минус, так как локации отмечены большими и многоплановыми, а Лазарет Хора и во все преображает Bloodborne, превращая его в подобие хоррора. В целом, локации выполнены хорошо как визуально, так и геймплейно. Большое количество оружия в дополнении воспринято приятно удивляющим сюрпризом: общий набор оружия не просто расширен, а разукрашен интересностью и необычностью. The Old Hunters, говорит Лоев, следует считать образцовым дополнением, которое, не меняя кардинально игру, привносит в игру новые ощущения новым контентом.

### Англоязычная пресса
В обзоре от Destructoid критикуется повторение некоторых элементов локаций из оригинальной игры и мало запоминающиеся враги. Однако во многом старое гармонично дополняет новый опыт, а враги типа охотников особенно интересны, так как во многом действуют как сам игрок. Рецензента Криса Картера обрадовало наличие загадочных персонажей игры, что восходит к традициям серии Souls. В немалой степени радует первый босс, который особенно опасен для игроков, проходящих дополнение в одиночку, но, тем не менее последующие будут более приземлёнными. Главным минусом дополнения, по словам Криса, является осознание после прохождения дополнения того, что оно первое и последнее.
Мигель Консепсьон, рецензент GameSpot, назвал The Old Hunters хорошей проверкой навыков для закалённых поклонников Bloodborne и серии Souls. Уже первые улочки видоизменённого Ярнама наполнены обезумевшими и крайне агрессивными охотниками, схватка с каждым из которых сама по себе является испытанием, требующим от игрока сосредоточенности и ловкости, а также терпения при проведении многочисленных уворотов для того, чтобы грамотно подобрать момент контратаки. Венцом «кошмарного» испытания являются грозные боссы, которые удивят игрока не только своим видом, но и движениями, которые потребуют отбросить старые тактики из оригинальной игры.
В ином ключе дополнение было описано в рецензии от IGN Брандина Тиррела, охарактеризовавшего The Old Hunters как самодостаточную работу, возвращающую игрока в мир Bloodborne — «полную напряжения и насилия лоскутную мозаику из ужасающих мест, образующих вместе атмосферный мир, полный секретов». Более того, дополнение названо большим пятнадцатичасовым «куском кровавого опыта» (англ. hunk of the same gory experience), который продолжает поддерживать жёсткие традиции Bloodborne.
В рецензии Эрика Кейна из Forbes Games утверждается, что в дополнении полностью искореняется главный недостаток Bloodborne — малая вариативность арсенала по сравнению с играми Souls. В The Old Hunters добавляется большое количество оружия, магии, экипировки и в том числе щит. Все в дополнении названо уникальным: несколько локаций, поражающих своей неординарностью и сложностью; четыре эпических босса, каждый из которых бросает уникальный вызов. Все вышеперечисленное, по словам рецензента, заставит буквально рассекать себе кровавый путь в одном из наиболее сложных мест, которые есть в Bloodborne.
По мнению Митчелла Зальцмана, рецензента the Escapist, From Software в очередной раз доказали, что умеют делать правильные дополнения, которые разжигают интерес игроков и прибавляют ещё несколько часов к времяпрепровождению за игрой. Тогда как DLC многих других разработчиков лишь вызывают порицание и создают чувство, что игрокам просто пытаются продать то, что было вырезано из игры. The Old Hunters дополнил ряд показательных DLC, включая Artorias of the Abyss первого Dark Souls и тройки дополнений к Dark Souls II.